# モータージェット
モータージェット (motorjet) とは、ジェット噴射以外の動力（多くはレシプロエンジン）を利用して圧縮機を駆動するタイプの原初的なジェットエンジン。サーモジェット (thermojet) とも呼ばれたが、この名称は一般的にパルスジェットの一種を指すことが多い。第二次世界大戦以前に航空機用エンジンとして注目されたものの、ターボジェットエンジンや他のタイプのジェットエンジンが実用化されるとその効率の悪さから衰退していった。

## 仕組

レシプロエンジン（黄色）で圧縮機（緑）を駆動する。圧縮された空気は燃焼室（橙）で燃料と混合された後点火され、ジェット噴流がダクト（赤）から排出される。この模式図のようにプロペラを備えているものもあった。

現在の多くのジェットエンジンでは、ジェット噴射のエネルギーの一部をタービンによって回収することで、それと直結した圧縮機を回転させている。しかし、ジェットエンジンの黎明期には材料や加工技術の問題から高温と高い遠心力に曝されるタービンが非常に壊れやすく、エンジンの寿命を短くしてしまう原因になっていた。このため耐えられる範囲のタービンでは圧縮機を駆動させるのに十分なタービン回転数を得ることが技術的に難しかった。この問題を解決する方法のひとつとして圧縮機をタービン以外の外部動力で駆動させるというモータージェットの概念が生まれることとなった。この外部動力としては主にレシプロエンジンが用いられた。圧縮機で空気を吸入・圧縮し、その空気に燃料（ガソリン）を混合後、燃焼させてジェット推進を得るという基本的な仕組みは一般的なジェットエンジンと同じである。また、レシプロエンジンにプロペラを接続して推力を二重に発生させたり、プロペラ推進とジェット推進を適宜切り替えて運行する機能を備えたものもあった。
ただしこの配置では、排気ダクトから得られる推力のうち半分程度は圧縮機の羽根車がプロペラと類似の働きをして生み出すものであり、実際はダクテッドファンエンジン的な傾向もかなり強かったのではないかと言われている。またジェット噴流は機体の速度より若干速い程度がもっとも効率が良いため、レシプロ機と同程度の速度ではむしろダクテッドファンエンジンの流速を無駄に上げて効率を低下させているとすら言える。

## 開発例

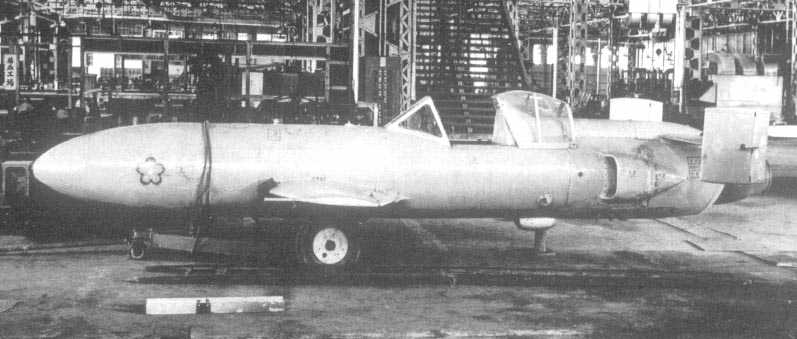
桜花22型。機体後部に空気取入れ口があるのが特徴的である。

初めてモータージェットを搭載した航空機はルーマニアの発明家アンリ・コアンダが1910年に製作したコアンダ=1910である。しかし、コアンダ=1910は地上滑走中に制御不能に陥り炎上し、本格的な飛行テストが行われることはなかった。
モータージェット推進の航空機として最も著名なのは1940年に初飛行したイタリアのカプロニ・カンピニ N.1である。当時のファシスト政権により「世界で最初に飛んだジェット機」と宣伝されたが、実際にはその一年前の1939年に、ターボジェットエンジンのHeS 3（モータージェットエンジンではない）を搭載したHe 178がドイツで初飛行に成功していた。
特に第二次世界大戦期には軍用として研究が盛んに行われたものの、実用化されたものはほとんどなかった。一例を挙げれば、日本では桜花22型用のエンジンとしてツ11が少数生産されており、ソ連ではSu-5やMiG-13 (I-250)がモータージェット搭載機として完成している。
なお、最近では趣味人がモータージェットを再現したり、自動車に搭載したりして楽しんでいる。